# Metacanthus tenellus
Metacanthus tenellus är en insektsart som beskrevs av Carl Stål 1859. Metacanthus tenellus ingår i släktet Metacanthus och familjen styltskinnbaggar. Inga underarter finns listade i Catalogue of Life.